# Concours international de piano Paloma O'Shea
Le Concours international de piano Paloma O'Shea, également connu comme le Concours international de piano de Santander, est une prestigieuse compétition de piano qui a lieu à Santander tous les trois ans.
Il est ouvert à des jeunes pianistes de grand talent et a comme objectif de les faire connaître du grand public et de les aider dans leur carrière.
Fondé en 1972 comme Concours National, il est devenu international à sa seconde édition. Patronné par l'Infanta Margarita et un bon nombre d'entreprises privées, il est organisé par la Fondation Albéniz et porte le nom de sa fondatrice, la pianiste Paloma O'Shea. Il compte aussi sur l'appui de la Mairie de Santander et du Gouvernement de Cantabrie. Le concours organise des tournées mondiales pour les gagnants, y compris des débuts dans des salles comme l'Auditoire National de Musique à Madrid ou Wigmore Hall et prix en espèce.

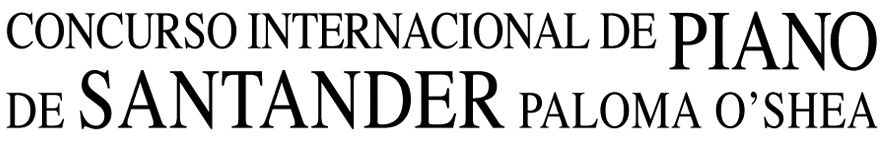

## Le concours
Dans l'actualité, on n'accepte que 20 pianistes pour participer dans la première phase du concours, après un exigeant processus de sélection. Dans l'édition 2018, 241 jeunes pianistes de 44 pays se sont inscrits. La compétition a pour base une phase de présélection (dont les épreuves ont lieu à Madrid, New York et Moscou), une phase de récitals, une autre de musique de chambre et une phase finale de deux grands concerts avec un orchestre symphonique.
Dans cette édition, la Finale aura lieu dans la Salle Argenta du Palais des Festivals de Cantabrie, dans le cadre du Festival International de Cantabrie. Les six pianistes sélectionnés seront là, accompagnés par l'Orchestre de RTVE sous la direction de Miguel Ángel Gómez Martínez, et ils pourront jouer un concert romantique ou moderne, selon leur préférence.
La remise des prix et l'acte de clôture aura lieu dans la même salle.

## Artistes invités
Pendant les dernières phases du concours, les participants jouent avec des différents invités, ensembles de chambre et orchestres. Parmi les orchestres invités d'habitude se trouvent la Philharmonique de Londres et de Dresden, l'Orchestre national d'Espagne, la Symphonique de Madrid, Northern Sinfonia, l'Orchestre de musique de chambre d'Écosse, le quatuor Takacs et Ysayüe, l'Orchestre de Chambre de Vienne et les directeurs Philippe Entremont, Sergiu Comissiona et Jesús López Cobos.
La XIXème édition comptera avec la présence du quatuor Quiroga, l'Orchestre de RTVE et le directeur Miguel Ángel Gómez-Martínez.

## Jury
Parmi les jurés d'autres éditions se trouvent Josep Colom, Gary Graffman, Federico Mompou, Vlado Perlemuter, Joaquín Achúcarro, Aldo Ciccolini, Nikita Magaloff, Paul Badura-Skoda, Hiroko Nakamura, Eliso Virsaladze, Elisabeth Leonskaja, Rafael Orozco, Philippe Entremont, Alicia de Larrocha et Dmitri Bashkirov.
Dans la prochaine édition, le jury sera composé par : le pianiste Joaquín Achúcarro (président), Samuel Holland et Jian Li (viceprésidents), Dimitri Alexeev, Akiko Ebi, Márta Gulyás, Claudio Martínez-Mehner, Arie Vardi, Ian Yungwook You et Marco Zuccarini (jurées).

## Lauréats
| Année | Premier Prix         | Second Prix                                     | Troisième Prix                              | Autres |
| ----- | -------------------- | ----------------------------------------------- | ------------------------------------------- | --- |
| 1972  | Josep Colom          | Jesús González Alonso                           | —                                           | Diplôme d'Honneur - Martín Millán - Agustín Vergara |
| 1974  | Ruriko Kikuchi       | Jesús González Alonso José M. Martínez Pínzolas | María T. Berrueta de Rubio                  | Certificats d'Honneur - Susan A. Howes - Manuel Quesada - María H. Revilla |
| 1975  | Marioara Trifan      | Peter Bithell                                   | Rebecca A. Penneys                          | Quatrième Prix: Silvie Carbonel ‘Cinquième Prix: Margarita Höhenrieder |
| 1976  | Hüseyin Sermet       | Ivan Klánský                                    | vacant                                      | Quatrième Prix: Janine Drath Paulo E. Gori Cinquième Prix: Nina Hamaguchi Sixième Prix: Marie Sprimont Septième Prix: Milan Langer                                                                   |
| 1977  | Ramzi Yassa          | Jeremy Atkins David Allen Wehr                  | Vacant                                      | Prix Spéciaux - Jean G. Ferlan - Kazuko Hayami - Marc Ponthus |
| 1978  | Josep Colom          | Frédéric Aguessy                                | Anna Manasarova                             | Quatrième Prix - Andrey Diyev Autres - Anna Jastrzebska-Quinn - Kim Myung Chung - Krassimir Taskov                                                                                                   |
| 1980  | Vacant               | Barry Douglas                                   | Dan Atanasiu Francesco Nicolosi             | Antonio Lavín Prix - Yumiko Maruyama Ana de los Ríos Prix - Megumi Umene Prix Conservatoire - Gaswan K. Zerikly                                                                                      |
| 1982  | Marc Raubenheimer    | Oleg Volkov                                     | Yves Rault                                  | Quatrième Prix: Alec Chien Cinquième Prix: Eric N'Kaoua Sixième Prix: Kazuoki Fujii |
| 1984  | Hugh Tinney          | José Carlos Cocarelli                           | Rauf Kasimov                                | Quatrième Prix: Fei-Ping Hsu Cinquième Prix: Daniel Rivera Sixième Prix: William Koehler Septième Prix: Nigora Akhmedova Huitième Prix: Edward Zilberkant Prix Spécial du Jury: Viktor Chernelievsky |
| 1987  | David Allen Wehr     | Sergey Yerokhin                                 | Bernd Glemser                               | Quatrième Prix: Pavel Nersessian Xiang-Dong Kong Cinquième Prix: Matthias Fletzberger |
|       | Premier Prix         | Prix d'Honneur de Santander                     | Prix pour Finalistes avec Mention d’Honneur | Prix pour Finalistes |
| 1990  | Vacant               | Sergey Yerokhin                                 | David Kuijken                               | Brenno Ambrosini Viktor Lyadov Jean-François Dichamp Claudio Martínez Mehner Diplôme de Demi-finalistes Isabel Dubuis Mariana Gurkova Oxana Rapita Alexander Sandler Emily White Marta Zabaleta      |
| 1992  | Eldar Nebolsin       | Xu Zhong                                        | —                                           | Markus Groh Mariana Gurkova Eduardo Monteiro Vadim Rudenko |
| 1995  | Vacant               | Enrico Pompili                                  | —                                           | Armands Ābols Carl Cranmer Miguel Ituarte Polina Leschenko David M. Louie |
| 1998  | Yung Wook Yoo        | Jong Hwa Park                                   | Plamena Mangova                             | Autres - Gustavo Díaz-Jerez - Albert Tiu - Alexei Volodin |
| 2002  | Vacant               | Boris Giltburg                                  | Ning An Soyeon Kate Lee                     | Autres - Yunjie Chen - Alexander Romanovsky - Minsoo Sohn |
|       | Premier Prix         | Second Prix                                     | Troisième Prix                              | Prix du Public Sony |
| 2005  | Alberto Nosè         | Herbert Schuch                                  | Jie Chen                                    | Alberto Nosè |
| 2008  | Jue Wang             | Avan Yu                                         | Kotaro Fukuma                               | Avan Yu |
| 2012  | Vacant               | Ahn Ah-ruem                                     | Tamar Beraia János Palojtay                 | Tamar Beraia |
| 2015  | Juan Pérez Floristán | David Jae-Weon Huh                              | Jianing Kong                                | Juan Pérez Floristán |
| 2018  | Dmytro Choni         | Yutong Sun                                      | Aleksandr Kliushko                          | Juan Carlos Fernández-Nieto |
| 2022  | Jaeden Izik-Dzurko   | Xiaolu Zang                                     | Marcel Tadokoro                             | Jaeden Izik-Dzurko |